# وفاء سليمان
وفاء سليمان (20 يونيو 1952  -)، زوجة الرئيس اللبناني ميشال سليمان والسيدة اللبنانية الأولى.

## عن حياتها
ولدت في بلدة عمشيت بقضاء جبيل في العشرين من حزيران 1952. في عام 1970 حصلت على شهادة في التربية والتعليم من دار المعلمين، وفي عام 1973 حصلت على شهادة في الفلسفة من الجامعة اللبنانية في العام 1973، وقد عملت في مجال التعليم والتربية منذ العام 1971، وتسلمت بالفترة من عام 1989 إلى عام 1998 مسؤوليات كبيرة في وزارة التربية.
تنشط كثيراً في الحقل العام مركزةً بشكل خاص على الشؤون الاجتماعية التربوية وحماية التراث. التزمت بنشاطات وجمعيات وطنيًّة تعمل على رفع مستوى تعليم المرأة والطفل في كل أنحاء البلاد. فهي تمنح رعايتها وإشرافها على عدد من البرامج والنشاطات البحثية التي تستجيب لحاجات المرأة والطفل وتسلِّط الضوء على حقوقهم. كذلك تتولى رئاسة الهيئة الوطنية لشؤون المرأة اللبنانية التي تصبُّ جهودها على تحسين الواقعين التربوي والمعيشي للمرأة في لبنان.
نشأت في منطقة تزخر بالتراث اللبناني الرائع، وهي تعي تماما أهمية الأماكن التراثية الطبيعية والثقافية وتحرص على حمايتها، ما دفع بها لأن تكون عضوا فاعلا في جمعية التراث في عمشيت التي تجهد لنشر الوعي بين اللبنانيين على أهمية التراث وضرورة الحفاظ عليه وحمايته.
وسعياً منها للمساهمة بتخفيف معاناة نساء لبنان في المجالين الصحي والاجتماعي، أنشأت مؤسسة للرعاية الصحية والاجتماعية تحمل اسم «يدنا»، جاءت باكورة مشاريعها «مركز صحة قلب المرأة» الذي يهدف الارتقاء بصحة المرأة القلبية والتخفيف من وطأة أمراض القلب والأوعية الدموية عبر الوقاية والتوعية والكشف المبكر والعلاج الأوّلي والبحوث.
يسعى المركز الذي ترعاه مؤسسة «يدنا» إلى ان يصبح نموذجاً للامتياز على مستوى العلاج الوقائي والأوّلي لأمراض الأوعية الدموية القلبية لدى المرأة، مهما كانت خلفيّتها الاجتماعية.

### حياتها الأسرية
متزوجة من رئيس لبنان ميشال سليمان ولديهما من الأبناء:
- ريتا.
- لارا.
- شربل.